# Authentic (LL Cool J)
Authentic è il tredicesimo album discografico in studio dell'artista hip hop statunitense LL Cool J, pubblicato nel 2013. Si tratta del primo album non pubblicato per la Def Jam.

## Tracce
1. Bath Salt – 4:12
2. Not Leaving You Tonight (feat. Fitz & The Tantrums con Eddie Van Halen) – 4:02
3. New Love (feat. Charlie Wilson) – 3:13
4. We Came To Party (feat. Snoop Dogg & Fatman Scoop) – 4:15
5. Give Me Love (feat. Seal) – 4:23
6. Something About You (Love the World) (feat. Charlie Wilson, Earth, Wind & Fire & Melody Thornton) – 4:13
7. Bartender Please (feat. Snoop Dogg, Bootsy Collins & Travis Barker) – 4:34
8. Whaddup (feat. Chuck D, Travis Barker, Tom Morello & Z-Trip) – 4:05
9. Between the Sheetz (feat. Mickey Shiloh) – 3:48
10. Closer (feat. Monica) – 3:47
11. Live For You (feat. Brad Paisley) – 3:44
12. We’re the Greatest (feat. Eddie Van Halen & Travis Barker) – 4:05